# Трехо, Дэнни
Дэ́ниел (Дэ́нни) Тре́хо (англ. Daniel (Danny) Trejo; род. 16 мая 1944, Лос-Анджелес, США) — американский актёр, известный ролями отрицательных персонажей. Получил широкую известность благодаря фильмам режиссёра Роберта Родригеса «От заката до рассвета», «Дети шпионов», «Мачете», а также таким фильмам как «Схватка», «Ягуар», «Воздушная тюрьма», «Инферно», «Хищники», «Пули справедливости».

## Биография

### Юность
Дэнни Трехо родился 16 мая 1944 года в Лос-Анджелесе в семье мексиканцев . Его отец, Дан Трехо, был строителем.
В юности Трехо часто совершал мелкие уличные преступления вместе со своим дядей. В возрасте 12 лет пристрастился к героину. Трехо не менее шести раз арестовывали и привлекали к ответственности как малолетнего преступника. Состоял в банде MS-13. Улицы помогли развить его боксёрский талант, и он подумывал сделать это своей профессией. Однако карьерные планы Трехо были разрушены всё усугубляющимися проблемами с наркотиками, которые по собственным словам в конечном итоге привели его к нескольким тюремным заключениям. В общей сложности Трехо провел 11 лет в местах лишения свободы за такие преступления, как вооружённый грабёж и торговля наркотиками. Находясь в тюрьме, Трехо стал чемпионом по боксу штата Пенсильвания сразу в категориях лёгкого и среднего веса. В 1968 году Трехо, отбывая очередной срок в Холмсбургской тюрьме, прошёл реабилитацию по программе «12 шагов Анонимных наркоманов», которой приписывает заслугу своего успешного избавления от наркотической зависимости.

### Карьера
В 1980-х годах Трехо сотрудничал с Western Pacific Med Corp, помогая организовывать дома для трезвого образа жизни в долине Сан-Фернандо. Во время одной из встреч в таком заведении он познакомился с «милашкой с татуировками», который рассказал, что работает статистом и получает 50 долларов в день. Заинтересовавшись, Трехо решил попробовать себя в этой роли, полагая, что это легкий заработок и хорошая реклама для его работы с Western Pacific Med Corp. Он подписал контракт с агентом и начал предоставлять свои данные на съемках, надеясь таким образом помочь другим.

Однажды он получил звонок от подростка, который просил поддержки из-за проблем с кокаином на съемках «Поезда-беглеца». Там Трехо предложили сыграть статиста в тюремных сценах. Эдвард Банкер, автор сценария и бывший заключенный, вспомнил о боксерских навыках Трехо и предложил ему стать тренером Эрика Робертса. Трехо стал получать от 320 до 350 долларов в день и был удивлён своей первой зарплате. Впоследствии Трехо получил небольшую актерскую роль, что открыло ему двери к дальнейшей карьере.
«В кино я попал случайно. Приехал помочь парню, ассистенту чьему-то, насчёт наркотиков. В смысле — слезть с них. Я до сих пор этим занимаюсь — вот сейчас одного актёра из штопора вывожу. И деток в школах про вред наркотиков просвещаю. 
Так вот. Парень мне позвонил: „Дэнни, тут сплошной кокс, боюсь сорваться“. А это был 1985-й, индустрия по уши в кокаине. И я приехал его поддержать. Гляжу, ходят мужики, наряженные зэками. В фальшивых наколках, тронешь — смазывается. И мой подопечный предложил подработать: „Зэка, — говорит, — изобразить можешь?“ Я в жизни так не ржал: я же во всех тюрьмах штата посидеть успел. Переодеваюсь, а у меня татуировка во всю грудь — и все сразу такие: „Ого“. 
Потом дядька подходит: „Трехо, здоро́во. Помню, как ты первенство Сан-Квентина в полусреднем весе выиграл“. Смотрю — Эдди Банкер, мы с ним чалились. Оказалось, он сценарист. Спросил, боксирую ли я ещё; типа у них один актёрик, надо его подучить. Я говорю: „В массовке 15 баксов платят, а тренер сколько получает?“ А он: „320. Только ты с парнем потише, он дёрганый“. 320 в день! За 320 я Годзилле навалять мог. И я стал тренировать Эрика Робертса. Он меня вроде побаивался. Что скажу, то и делает. Это увидел Андрей Кончаловский, а у него, кажется, с этим проблема была — Эрик его не особо слушался. И он мне дал роль. Подошёл такой: „Беру тебя в фильм. Будешь Эрика бить“. 
Потом история несколько раз повторялась — прихожу в массовку, а меня вытаскивают из толпы. Пять лет я играл Уголовника № 1, говорил всегда одну фразу, обычно: „Гаси их!“.
 
Один режиссёр дал дробовик и говорит: „Высади ногой дверь, а там импровизируй“. За дверью люди как бы играли в покер, каскадёры, понятно. Ну я вышиб дверь, кто-то вскочил, я ему заехал прикладом, тёлка какая-то визг подняла, а я ей раз — дробовик к виску. Режиссёр сам не свой: „Боже, Дэнни, где ты этому учился?“ А я: „Дай вспомнить. Супермаркет Von’s я брал. И Safeway. И Thrifty Mart“. Короче, опыт был».
Говоря о своем профессиональном росте, Трехо отметил: 
«Я ощущаю себя весьма удачливым. Все еще есть страх, что кто-то разбудит меня и скажет: «Эй, мы все еще в заключении. Пойдем поедим». 

Трехо также появился в трейлере для фильма «Мачете», созданного Робертом Родригесом в сотрудничестве с Квентином Тарантино в рамках проекта «Грайндхаус». Он сыграл главную роль Исадора «Мачете» Кортеса в полнометражном фильме 2010 года, а затем вернулся к образу в сиквеле 2013 года — «Мачете убивает».
В 2011 году он исполнил роль Дрейка Селгадо в фильме «Recoil» вместе со Стивом Остином, а также сыграл Потрошителя в «Cross». В 2012 году Трехо снялся в боевике «Крутой парень» и вернулся к сотрудничеству с Роном Перлманом в сериале «Сыны анархии».
В 2014 году он взял на себя продюсерские функции в фильме «Амбиция», а в 2015-м появился в рекламе Snickers во время Суперкубка. Далее последовали роли в различных проектах, включая «Адскую кухню», «Рик и Морти» и «The Flash». В 2019 году Трехо проявил себя в нескольких фильмах, включая «Детский сад для дедушки» и «Три из ада».
После освобождения Трехо вошёл в творческую группу фильма «Поезд-беглец». Эдвард Банкер, сам бывший заключённый, пригласил Трехо в качестве тренера по боксу для Эрика Робертса. Наблюдая за работой Трехо, режиссёр Андрей Кончаловский предложил ему роль в фильме.
После этого у Трехо началась карьера в кинематографе. Он играет преимущественно роли гангстеров и злодеев. Сыграл около двухсот ролей в фильмах и сериалах.
Трехо сыграл во всех трёх фильмах «От заката до рассвета» и в сериале «От заката до рассвета».

### Личная жизнь
Трехо имеет за плечами четыре брака и троих детей.
В 1962 году, после окончания Школы подготовки молодежи — одной из известных тюрем для юношей в Калифорнии, он познакомился со своей первой супругой, Лорой. Их брак состоялся на заднем дворе дома Трехо, несмотря на несогласие родителей Лоры. По мнению Трехо, его наркотическая зависимость и преступный образ жизни стали причиной распада семьи; Лора инициировала развод во время его второго заключения.
С 1971 по 1975 год он был женат на Дебби Шипек, а с 1975 по 1978 — на Джоанне Дискуйо. У Трехо трое детей: Дэнни (родился в 1981), актёр Гилберт (родился в 1988) и актриса Даниэль (родилась в 1990). Его старший сын, Дэнни, появился в результате отношений с Дианой Уолтон; последние двое детей от отношений с Мейв Кромми.
В 1997 году он заключил брак с Дебби Шрив, но в 2005 году они расстались, а развод был оформлен в 2009. Трехо — приверженец демократов и имеет троюродного брата, режиссера Роберта Родригеса, с которым они встретились только во время работы над фильмом.
В 2010 году Трехо столкнулся с болезнью — раком печени, а в 2011 году переехал в Сан-Фернандо, чтобы быть рядом с матерью, которая скончалась в 2013 году. В августе 2019 года он стал очевидцем ДТП, помогая спасти пятилетнего мальчика из перевернувшегося автомобиля.
Актер обладает запоминающейся внешностью: у него морщинистое лицо с шрамами и длинные волосы, часто собранные в хвост. Он также имеет крупную татуировку на груди. Трехо ярый фанат команды Los Angeles Rams и с детства посещает ее игры. Познакомившись с наркозависимым заключённым Марио Кастильо на съемках фильма, он помог ему справиться с зависимостью, и они стали близкими друзьями, поддерживая связь и в последующие годы.

## Избранная фильмография
| Год       |    | Русское название                                   | Оригинальное название                         | Роль                        |
| --------- | -- | -------------------------------------------------- | --------------------------------------------- | --------------------------- |
| 1985      | ф  | Поезд-беглец                                       | Runaway Train                                 | боксёр                      |
| 1987      | ф  | Скрытый враг                                       | The Hidden                                    | заключённый                 |
| 1987      | ф  | Жажда смерти 4: Разгром                            | Death Wish 4: The Crackdown                   | Арт Санелла                 |
| 1988      | ф  | Пуленепробиваемый                                  | Bulletproof                                   | Шарки                       |
| 1989      | ф  | Запретная тема                                     | Kinjite: Forbidden Subjects                   | заключённый                 |
| 1989      | ф  | Взаперти                                           | Lock Up                                       | подручный Чинка             |
| 1989      | ф  | Клетка                                             | Cage                                          | телохранитель Костелло      |
| 1990      | ф  | Маньяк-полицейский 2                               | Maniac Cop 2                                  | заключённый                 |
| 1990      | ф  | Помеченный смертью                                 | Marked For Death                              | Гектор                      |
| 1990      | ф  | Пушки                                              | Guns                                          | Тонг                        |
| 1990      | с  | Нарковойны                                         | Drug Wars: The Camarena Story                 | Габриэль                    |
| 1991      | ф  | Смертельный союз                                   | Wedlock                                       | заключённый                 |
| 1991      | ф  | Роковая женщина                                    | Femme Fatale                                  | Тоши                        |
| 1991      | ф  | Война в небоскрёбе                                 | The Last Hour                                 | Спайдер                     |
| 1991      | ф  | Шлюха                                              | Whore                                         | татуировщик                 |
| 1991      | ф  | Одинокие сердца                                    | Lonely Hearts                                 | злой клиент                 |
| 1991—1992 | с  | Спасатели Малибу                                   | Baywatch                                      | Карлос Уруэта / Чуло        |
| 1992      | ф  | Гарри по прозвищу Гвоздь                           | Nails                                         | бармен                      |
| 1993      | ф  | Доппельгангер                                      | Doppelganger                                  | озабоченный строитель       |
| 1993      | ф  | За кровь платят кровью                             | Blood In Blood Out                            | Джеронимо                   |
| 1993      | ф  | Моя безумная жизнь                                 | Mi Vida Loca                                  | Фрэнк                       |
| 1993      | ф  | Любовь, измена и воровство                         | Love, Cheat & Steal                           | Кубинец                     |
| 1993      | ф  | Двенадцать ноль одна пополуночи                    | 12:01                                         | арестованный                |
| 1993      | ф  | Последний свет                                     | Last Light                                    | заключённый                 |
| 1994      | ф  | Спиной к стене                                     | Against the Wall                              | Луис                        |
| 1995      | ф  | Отчаянный                                          | Desperado                                     | Навахас                     |
| 1995      | ф  | Схватка                                            | Heat                                          | Трехо                       |
| 1996      | ф  | От заката до рассвета                              | From Dusk till Dawn                           | бармен «Бритва» Чарли       |
| 1996      | ф  | Ягуар                                              | Le Jaguar                                     | Кумаре                      |
| 1996      | с  | Отступник                                          | Renegade                                      | Фредди                      |
| 1996      | с  | Детектив Нэш Бриджес                               | Nash Bridges                                  | Сид Бенедикт                |
| 1996—1998 | с  | Полиция Нью-Йорка                                  | NYPD Blue                                     | Габриэль Мота / Фрэнки Сото |
| 1997      | ф  | Анаконда                                           | Anaconda                                      | браконьер                   |
| 1997      | ф  | Чемпионы                                           | Champions                                     | Макс Брито                  |
| 1997      | ф  | Воздушная тюрьма                                   | Con Air                                       | Джонни 23                   |
| 1997      | ф  | Троянская штучка                                   | Trojan War                                    | Лицо со шрамом              |
| 1997      | ф  | Безумцы                                            | Los Locos                                     | Мануэль Батиста             |
| 1997      | ф  | Дилемма                                            | Dilemma                                       | Руди Салазар                |
| 1998      | ф  | Убийцы на замену                                   | The Replacement Killers                       | Коллинз                     |
| 1998      | ф  | Под огнём                                          | Point Blank                                   | Уоллес                      |
| 1998      | ф  | Шесть дней, семь ночей                             | Six Days Seven Nights                         | Пирс                        |
| 1998—1999 | с  | Крутой Уокер: Правосудие по-техасски               | Walker, Texas Ranger                          | Джо Лопес / Хосе Родригес   |
| 1999      | ф  | От заката до рассвета 2: Кровавые деньги из Техаса | From Dusk Till Dawn 2: Texas Blood Money      | бармен «Бритва» Чарли       |
| 1999      | ф  | Инферно                                            | Inferno                                       | Джонни                      |
| 1999      | ф  | От заката до рассвета 3: Дочь палача               | From Dusk Till Dawn 3: The Hangman’s Daughter | бармен «Бритва» Чарли       |
| 2000      | ф  | Зверофабрика                                       | Animal Factory                                | Вито                        |
| 2000      | ф  | Азартные игры                                      | Reindeer Games                                | Джампи                      |
| 2000      | с  | Секретные материалы                                | The X-Files                                   | Сезар Окампо                |
| 2001      | ф  | Дети шпионов                                       | Spy Kids                                      | Исидор «Мачете» Кортес      |
| 2001      | ф  | Парень из пузыря                                   | Bubble Boy                                    | Слим                        |
| 2001—2010 | мс | Царь горы                                          | King of the Hill                              | различные роли              |
| 2002      | ф  | Тринадцать лун                                     | 13 Moons                                      | громила                     |
| 2002      | ф  | Море Солтона                                       | The Salton Sea                                | Литтл Билл                  |
| 2002      | ф  | Дети шпионов 2: Остров несбывшихся надежд          | Spy Kids 2: Island of Lost Dreams             | Исидор «Мачете» Кортес      |
| 2002      | ф  | Три икса                                           | xXx                                           | наркобарон                  |
| 2002      | ф  | Ночной охотник                                     | Nightstalker                                  | офицер Фрэнк Луис           |
| 2003      | ф  | Дети шпионов 3: Игра окончена                      | Spy Kids 3-D: Game Over                       | Исидор «Мачете» Кортес      |
| 2003      | ф  | Однажды в Мексике                                  | Once Upon a Time in Mexico                    | Кукуй                       |
| 2003      | с  | Шпионка                                            | Alias                                         | Эмилио Варгас               |
| 2004      | ф  | Телеведущий: Легенда о Роне Бургунди               | Anchorman: The Legend of Ron Burgundy         | бармен                      |
| 2004      | ф  | Дорогой смерти                                     | Lost                                          | Эдвард Джеймс Арчер         |
| 2004      | с  | Детектив Монк                                      | Monk                                          | «Спайдер» Руднер            |
| 2005      | ф  | Город смерти                                       | All Souls Day: Dia de los Muertos             | Варгас Диас                 |
| 2005      | ф  | Проклятие Эль Чарро                                | The Curse of El Charro                        | голос Эль Чарро             |
| 2005      | ф  | Ворон: Жестокое причастие                          | The Crow: Wicked Prayer                       | Гарольд                     |
| 2005      | ф  | Изгнанные дьяволом                                 | The Devil’s Rejects                           | Рондо                       |
| 2005      | ф  | Охота на призраков                                 | Chasing Ghosts                                | Карлос Сантьяго             |
| 2005      | ф  | Семь мумий                                         | Seven Mummies                                 | Апачи                       |
| 2005      | с  | Отчаянные домохозяйки                              | Desperate Housewives                          | Гектор Рамос                |
| 2006      | ф  | Малышка Шерри                                      | Sherrybaby                                    | Дин Уолкер                  |
| 2006      | ф  | Славные парни                                      | Nice Guys                                     | Шейди                       |
| 2006      | ф  | Живя мечтой                                        | Living the Dream                              | Чак                         |
| 2006      | ф  | Квартал ужаса Снуп Догга                           | Hood of Horror                                | Покинутый                   |
| 2007      | ф  | Хохотушка                                          | Smiley Face                                   | Альберт                     |
| 2007      | ф  | Грайндхаус                                         | Grindhouse                                    | Мачете                      |
| 2007      | ф  | Операция «Дельта-фарс»                             | Delta Farce                                   | Карлос Сантана              |
| 2007      | ф  | Хэллоуин 2007                                      | Halloween                                     | Измаил Круз                 |
| 2007      | ф  | Городское правосудие                               | Urban Justice                                 | Эль Чиво                    |
| 2007      | ф  | Восставшие из пепла                                | Furnace                                       | Фьюри                       |
| 2007      | с  | Звёздные врата: Атлантида                          | Stargate Atlantis                             | Омал                        |
| 2007      | с  | Кровные узы                                        | Blood Ties                                    | Пача Камак                  |
| 2008      | ф  | Долина ангелов                                     | Valley of Angels                              | Гектор                      |
| 2008      | ф  | Уголок Джейка                                      | Jake’s Corner                                 | Клинт                       |
| 2008      | ф  | Отрава                                             | Toxic                                         | Энтони                      |
| 2008      | ф  | Один в темноте 2                                   | Alone in the Dark II                          | Перри                       |
| 2008      | ф  | Оправданное зло                                    | Necessary Evil                                | Барро                       |
| 2009      | ф  | Фанаты                                             | Fanboys                                       | Вождь                       |
| 2009      | ф  | Видеть всё!                                        | Eyeborgs                                      | Джи-Мэн                     |
| 2009      | ф  | Линия                                              | La linea                                      | Марио                       |
| 2009      | ф  | Святой Джон из Лас-Вегаса                          | Saint John of Las Vegas                       | Бисмарк                     |
| 2009      | мф | Захватывающий мир Эль Супербеасто                  | The Haunted World of El Superbeasto           | Рико                        |
| 2009—2010 | с  | Во все тяжкие                                      | Breaking Bad                                  | Тортуга                     |
| 2010      | ф  | Смертельное оскорбление                            | The Killing Jar                               | Джимми                      |
| 2010      | ф  | Пристрелить героя                                  | Shoot the Hero!                               | Сумасшедший Джо             |
| 2010      | ф  | Время Джастина                                     | Justin Time                                   | Мардок                      |
| 2010      | ф  | Тени в раю                                         | Shadows in Paradise                           | Матадор                     |
| 2010      | ф  | Пастор Шепард                                      | Pastor Shepherd                               | Фил Харрисон                |
| 2010      | ф  | Хищники                                            | Predators                                     | Кучильо                     |
| 2010      | ф  | Ствол                                              | Gun                                           | Фрэнки Макина               |
| 2010      | ф  | Мачете                                             | Machete                                       | Мачете                      |
| 2010      | ф  | Коллектор                                          | The Bill Collector                            | Фрэнки Гутьерез             |
| 2010      | ф  | Смертельная гонка 2: Франкенштейн жив              | Death Race 2                                  | Голдберг                    |
| 2010      | ф  | Записки Лазаря                                     | The Lazarus Papers                            | Арун                        |
| 2010      | с  | Чёрная метка                                       | Burn Notice                                   | Вега                        |
| 2010      | с  | Американская семейка                               | Modern Family                                 | Гас                         |
| 2011      | ф  | Отдача                                             | Recoil                                        | Дрейк Сальгадо              |
| 2011      | ф  | Дом восходящего солнца                             | House of the Rising Sun                       | Карлос Марселла             |
| 2011      | ф  | Пулбой: Спасайся кто может                         | Poolboy: Drowning Out the Fury                | Цезарь                      |
| 2011      | ф  | Дети шпионов 4D                                    | Spy Kids: All the Time in the World           | Исидор «Мачете» Кортес      |
| 2011      | ф  | Виолет и Дейзи                                     | Violet & Daisy                                | Расс                        |
| 2011      | ф  | Убойное Рождество Гарольда и Кумара                | A Very Harold & Kumar 3D Christmas            | мистер Перес                |
| 2011      | с  | Кости                                              | Bones                                         | епископ                     |
| 2011      | с  | Сыны анархии                                       | Sons of Anarchy                               | Ромео Парада                |
| 2012      | ф  | Вампиранутые                                       | Breaking Wind                                 | Билли Блэк                  |
| 2012      | ф  | Крутой чувак                                       | Bad Ass                                       | Фрэнк Вега                  |
| 2012      | ф  | Суши гёл                                           | Sushi Girl                                    | Шломо                       |
| 2012      | ф  | Восстание зомби                                    | Rise of the Zombies                           | капитан Каспиан             |
| 2012      | ф  | Призрак в школе                                    | Ghostquake                                    | Ортис                       |
| 2013      | ф  | Смертельная гонка 3: Ад                            | Death Race 3: Inferno                         | Голдберг                    |
| 2013      | ф  | Билет на Vegas                                     | Билет на Vegas                                | мистер Чич                  |
| 2013      | ф  | Страдающий бессонницей                             | The Insomniac                                 | Хайро Торрес                |
| 2013      | ф  | Opден 3D                                           | The Cloth                                     | Отец Конноле                |
| 2013      | ф  | 20 футов под землёй: И пала тьма                   | 20 Feet Below: The Darkness Descending        | Энджел                      |
| 2013      | ф  | Охотник на зомби                                   | Zombie Hunter                                 | Иисус                       |
| 2013      | ф  | Поставщик                                          | The Contractor                                | Хавьер Рейес / Хорхес Рейес |
| 2013      | ф  | Мачете убивает                                     | Machete Kills                                 | Мачете                      |
| 2013      | ф  | Мертвец из Тумстоуна                               | Dead in Tombstone                             | Герреро де ла Крус          |
| 2013      | ф  | Карательный отряд                                  | Force of Execution                            | Осо                         |
| 2013      | ф  | Курьер из «Рая»                                    | Курьер из «Рая»                               | Лео                         |
| 2014      | ф  | Крутые чуваки                                      | Bad Asses                                     | Фрэнк Вега                  |
| 2014      | ф  | Пуля                                               | Bullet                                        | Френк «Пуля» Мараско        |
| 2014      | ф  | Кровавая месть                                     | In the Blood                                  | Большой Биз                 |
| 2014      | ф  | Жнец                                               | Reaper                                        | Джек                        |
| 2014      | ф  | Достань меня, если сможешь                         | Reach Me                                      | Вик                         |
| 2014      | мф | Книга жизни                                        | The Book of Life                              | Луис Санчес                 |
| 2014      | с  | Морская полиция: Лос-Анджелес                      | NCIS: Los Angeles                             | Тахон                       |
| 2015      | ф  | Потеря надежды                                     | Hope Lost                                     | Мариус                      |
| 2015      | ф  | Пылающие мертвецы                                  | The Burning Dead                              | Ночной волк                 |
| 2015      | ф  | Фургонка                                           | Vanish                                        | Карлос                      |
| 2015      | ф  | Крутые чуваки на Байю                              | Bad Asses on the Bayou                        | Фрэнк Вега                  |
| 2015      | ф  | Ночная бригада                                     | The Night Crew                                | Агилар                      |
| 2015      | ф  | Нападение трёхголовой акулы                        | 3-Headed Shark Attack                         | Макс Бёрнс                  |
| 2015      | ф  | Лос-анджелесский слэшер                            | L.A. Slasher                                  | Наркоторговец               |
| 2015      | ф  | Забытое                                            | The Good, the Bad, and the Dead               | Матео Перес                 |
| 2015      | ф  | Нелепая шестёрка                                   | The Ridiculous 6                              | Цициро                      |
| 2015      | с  | От заката до рассвета                              | From Dusk Till Dawn: The Series               | вампир «Регулятор»          |
| 2015—2018 | мс | Приключения Кота в сапогах                         | The Adventures of Puss in Boots               | Эль Моко                    |
| 2016      | ф  | Диапазон 15                                        | Range 15                                      | Зомби Трехо                 |
| 2016      | ф  | Хроники мстителя                                   | Vigilante Diaries                             | Сумасшедший Джо             |
| 2016      | мф | Аисты                                              | Storks                                        | Джаспер                     |
| 2017      | ф  | Хуарес 2045                                        | Juarez 2045                                   | Пако                        |
| 2017      | ф  | Всё дело в деньгах                                 | All About the Money                           | Луис Диего                  |
| 2017      | ф  | Пули справедливости                                | Bullets of Justice                            | Могильщик                   |
| 2017      | ф  | Максимальный удар                                  | Maximus Impact                                | Санчес                      |
| 2017      | мф | Мазафакер                                          | Mutafukaz                                     | Брюс                        |
| 2017      | с  | Бруклин 9-9                                        | Brooklyn Nine-Nine                            | Оскар Диаз                  |
| 2017      | с  | Флэш                                               | The Flash                                     | Брэшер                      |
| 2018      | ф  | Дела минувших дней                                 | Gone Are the Days                             | Человек реки                |
| 2018      | ф  | Смертельная гонка 4: Вне анархии                   | Death Race 4                                  | Голдберг                    |
| 2018      | ф  | Яростный кулак и золотое руно                      | Fury of the Fist and the Golden Fleece        | Нино Гранде                 |
| 2018      | с  | Шучу                                               | Kidding                                       | в роли себя                 |
| 2019      | ф  | Короткая история про длинный путь                  | The Short History of the Long Road            | Мигель                      |
| 2019      | ф  | Джей в Голливуде                                   | Madness in the Method                         | в роли себя                 |
| 2019      | ф  | Дора и затерянный город                            | Dora and the Lost City of Gold                | обезьянка Бутс              |
| 2019      | ф  | Трое из ада                                        | 3 From Hell                                   | Рондо                       |
| 2019      | ф  | Ускорение                                          | Acceleration                                  | Сантос                      |
| 2019      | с  | Голубая кровь                                      | Blue Bloods                                   | Хосе Рохас                  |
| 2019      | с  | Чем мы заняты в тени                               | What We Do in the Shadows                     | Дэнни                       |
| 2020      | ф  | Американский пирог: Девчонки рулят                 | American Pie Presents: Girls’ Rules           | Стив Гарсия                 |
| 2020      | мф | Губка Боб в бегах                                  | The SpongeBob Movie: Sponge on the Run        | Эль Диабло                  |
| 2020      | с  | Династия                                           | Dynasty                                       | в роли себя                 |
| 2020      | с  | Рино 911!                                          | Reno 911!                                     | убийца                      |
| 2021      | в  | Американский убийца                                | American Sicario                              | Педро                       |
| 2021      | с  | Американские боги                                  | American Gods                                 | мистер Уорлд                |
| 2021      | с  | Американские истории ужасов                        | American Horror Stories                       | Санта Клаус                 |
| 2022      | ф  | Проклятие Плачущей. Возвращение                    | The Legend of La Llorona                      | Хорхе                       |
| 2022      | ф  | Доброго траура                                     | Good Mourning                                 | в роли себя                 |
| 2022      | мф | Миньоны: Грювитация                                | Minions: The rise of Gru                      | Бронебой                    |
| 2022      | с  | Книга Бобы Фетта                                   | The Book of Boba Fett                         | дрессировщик ранкора        |

### Озвучивание видеоигр
- 1993 — Ground Zero: Texas — Шотган
- 2002 — Spy Kids: Mega Mission Zone — Исидор «Мачете» Кортес
- 2002 — Grand Theft Auto: Vice City — Умберто Робина
- 2004 — Def Jam: Fight for NY — в роли себя
- 2006 — Def Jam Fight for NY: The Takeover — в роли себя
- 2006 — Grand Theft Auto: Vice City Stories — Умберто Робина
- 2010 — Fallout: New Vegas — Рауль Альфонсо Техада
- 2010 — The Fight: Lights Out — Дюк
- 2010 — Call of Duty: Black Ops — в роли себя[5]
- 2012 — Danny Trejo’s Vengeance: Woz with a Coz — в роли себя
- 2014 — Teenage Mutant Ninja Turtles: Danger of the Ooze — Ньютралайзер
- 2017 — Taco Run! — в роли себя
- 2018 — Guns of Boom — в роли себя
- 2019 — Call of Duty: Black Ops 4 — в роли себя
- 2021 — Far Cry 6 — в роли себя
- 2022 — OlliOlli World — в роли себя
- 2022 — Scum — в роли себя
- 2023 — Crime Boss: Rockay City — Дракон
- 2024 — Like a Dragon: Infinite Wealth — Дуайт